# Алиев, Сабир Халил оглы
Сабир Алиев (азерб. Sabir Əlim Xəliloğlu, 15 мая 1935, Гараджалар, Грузинская ССР, ЗСФСР, СССР — 14 мая 2007, Тбилиси) — поэт, литературный критик, доктор филологических наук, профессор.

## Биография
Родился 15 мая 1935 года в селе Гараджалар Гардабанского района Грузинской ССР. В 1955 году поступил на отделение языка и литературы филологического факультета Азербайджанского государственного университета. В 1960 году окончил его с отличием. В 1961—1962 годах второй раз учился на факультете востоковедения АГУ и с отличием окончил кафедру арабского перевода. Более 7 лет (с сентября 1960 года по декабрь 1967 года) был младшим научным сотрудником Института литературы и языка имени Низами АН Азербайджанской ССР. В 1966 году он защитил кандидатскую диссертацию на тему «Образы классической азербайджанской поэзии», а в 1990 году защитил докторскую диссертацию на тему «Литературно-теоретические встречи Физули».
С 1967 года и до конца жизни работал в Кировабадском (Гянджинском) государственном педагогическом институте (позже Университете) и был профессором кафедры азербайджанской литературы. Умер 14 мая 2007 года. Похоронен в родном селе Гараджалар.

## Деятельность
Свою жизнь Сабир Алиев посвятил изучению поэта Физули и его творчества как целостной поэтической системы. Член-корреспондент АН Азербайджанской ССР, профессор Камал Талибзаде дал высокую оценку работе «Поэтика Физули» (Баку, 1986). Доктор филологических наук Вагиф Юсифли, рецензируя монографию «Литературная эстетика Физули» (Баку, 2004), утверждает, что "достаточно запомнить названия подзаголовков этой состоящей из двух глав монографии о научно-теоретических идеях Физули, чтобы познакомиться с «огромным букетом идей» его критических мнений, имеющих важное значение.
Наряду с Физули Сабир Алиев исследовал Кади Бурханеддина, Насими, Хабиби, Хатаини, Сейида Азима Ширвани, Набати, Закира и Сабира. Наряду с научными работами он с 1949 года писал и стихи. Ему принадлежат наиболее сложные виды устной народной литературы.

## Работы
- Füzulinin poetikası. Bakı: Yazıçı, 1986;
- Füzuli (nəzəri-bədii düşüncələr). Bakı: Azərnəşr, 1996;
- Füzuli ədəbi estetikası. Bakı: Adiloğlu, 2004;
- Füzuli qəzəlləri şərhi. Dörd cilddə: I cild 1-50-ci qəzəllər. Bakı: Adiloğlu, 2004;
- Füzuli qəzəlləri şərhi. Dörd cilddə: II cild 51-130-cu qəzəllər. Bakı: Adiloğlu, 2004;
- Füzuli qəzəlləri şərhi. Dörd cilddə: III cild 131-210-cu qəzəllər. Bakı: Adiloğlu, 2004;
- Füzuli qəzəlləri şərhi. Dörd cilddə: IV cild 211-292-ci qəzəllər. Bakı: Adiloğlu, 2004;
- Füzuli sözü. Bakı: Adiloğlu, 2005.